# Arkoma (Oklahoma)
Arkoma es un pueblo ubicado en el condado de Le Flore en el estado estadounidense de Oklahoma. En el año 2010 tenía una población de 1989 habitantes y una densidad poblacional de 213,87 personas por km².

## Geografía
Arkoma se encuentra ubicado en las coordenadas 35°20′58″N 94°26′15″O / 35.34944, -94.43750 (35.349516, -94.437558).

## Demografía
Según la Oficina del Censo en 2000 los ingresos medios por hogar en la localidad eran de $23,718 y los ingresos medios por familia eran $31,500. Los hombres tenían unos ingresos medios de $24,200 frente a los $17,104 para las mujeres. La renta per cápita para la localidad era de $13,467. Alrededor del 20.1% de la población estaban por debajo del umbral de pobreza.